# Gilbert Bozon
Gilbert Bozon (n. 19 martie 1935, Troyes, Champagne-Ardenne, Franța – d. 21 iulie 2007, Tours, Franța) a fost un înotător francez, medaliat olimpic. A participat la o ediție a Jocurilor Olimpice (1952) în care a câștigat o medalie de argint.

## Participări
Lista de mai jos prezintă principalele competiții la care a participat Gilbert Bozon de-a lungul carierei.
- swimming at the 1952 Summer Olympics – men's 100 metre backstroke[*]